# Boissy-Saint-Léger
Boissy-Saint-Léger is een gemeente in het Franse departement Val-de-Marne (regio Île-de-France) en telt 15.289 inwoners (1999). De plaats maakt deel uit van het arrondissement Créteil.

## Geografie
De oppervlakte van Boissy-Saint-Léger bedraagt 8,9 km², de bevolkingsdichtheid is 1717,9 inwoners per km².
De onderstaande kaart toont de ligging van Boissy-Saint-Léger met de belangrijkste infrastructuur en aangrenzende gemeenten.

## Demografie
Onderstaande figuur toont het verloop van het inwonertal (bron: INSEE-tellingen).

## Geboren
- Joachim Murat (1856-1932), 5e prins Murat, hoofd van het prinselijk huis Murat en voorman van de bonapartistische beweging.
- Dany Doriz (1941), jazzmuzikant